# Diplurodes illepidaria
Diplurodes illepidaria är en fjärilsart som beskrevs av Walker 1861. Diplurodes illepidaria ingår i släktet Diplurodes och familjen mätare. Inga underarter finns listade i Catalogue of Life.